# گییرونگسان
گییرونگسان (به لاتین: Gyeryongsan) یک کوه در کره جنوبی است که در کره جنوبی واقع شده‌است. گییرونگسان ۸۴۵ متر بالاتر از سطح دریا واقع شده‌است.